# David Aliaga Muñoz
David Aliaga (L'Hospitalet de Llobregat, 1989) é um escritor, jornalista, tradutor e pesquisador espanhol, especializado em literatura contemporânea. Colabora habitualmente com publicações como as revistas Quimera, Librújula e os portais digitais SomAtents e Blisstopic.

## Trajetória
David Aliaga Muñoz é licenciado em Jornalismo, e postgraduação em Jornalismo Sociolaboral, pela Universidade Autônoma de Barcelona. Tem colaborado com diversos meios de comunicação local como Ràdio L'Hospitalet, Ràdio Horta-Guinardó ou a revista Mà, destacando as suas colunas de opinião sobre temas de imigração e multiculturalidade para esta última. Mais adiante centra sua formação na narrativa contemporânea e colabora com meios especializados como as revistas Quimera, Que ler, Librújula e Paralelo Sur ou os meios digitais Blisstopic e SomAtents, nos que publica crítica literária e entrevista regularmente.
Tem publicado ensaios breves em publicações académicas como a revista Ebro38 ou as Actas das IV Jornadas de História da Imprensa organizadas pela Universidade Autônoma de Barcelona e nas que se inclui seu artigo sobre o tratamento que os jornais em catalão dispensavam às belas artes durante a Segunda República.
Em 2012 publicou seu primeiro livro, Os fantasmas de Dickens, no que Aliaga apresenta uma visão inovadora de Charles Dickens afastada de sua figura de escritor social. O estudo retrata a relação do autor inglês com fenómenos paranormais como os fantasmas, a precognição, a combustão humana espontânea..., e analisa seu reflexo em obras como A Christmas Carol.
Em junho de 2013 publicou-se a sua estreia na narrativa de ficção com Inércia cinza, volume de relatos que recolhe a tradição do realismo sujo estadounidense e que gozou de uma boa receção por parte da crítica.
Sua segunda obra de ficção é a novela breve Gelo, publicada por Paralelo Sur Edições no final de 2014. Trata-se de uma novela breve ambientada em Islândia que trata sobre a culpa e a redenção e incorpora, de forma velada, elementos da mitologia nórdica. A obra destaca por sua intensidade e pelo tratamento da linguagem, no que ainda se apreciam influências do realismo sujo norte-americano, ainda que a receção parece coincidir em que se trata de um texto mais maduro e sólido que sua anterior Inércia cinza.
Em março de 2016, o selo andaluz A Ilha de Siltolá publicou sua terceira obra de ficção, E não chamar-me-ei mais Jacob, definida pelo autor como um livro de relatos com vocação de novela. A obra está composta por dezasseis contos que abordam os temas da identidade e a memória. É a primeira obra na que o autor introduz elementos de autoficção e dota a alguns de seus textos de um marcado carácter experimental. A crítica destacou a evolução no tratamento da linguagem por parte de Aliaga e qualificou-o como "um dos narradores jovens mais prometedores da última jornada". Nesse mesmo ano, um dos relatos de Aliaga foi traduzido ao islandês pelo escritor Guðbergur Bergsson e publicado na revista Stína.
Também em 2016, Aliaga coordenou a publicação de um volume de ensaio sobre a vida e a obra do escritor norte-americano Thomas Pynchon na que participaram autores como Jon Bilbao, Paula Lapido ou Rubén Martín Giráldez. No final desse mesmo ano, coordenou um dossier sobre as novelas de Pynchon na revista literária Quimera.
Em novembro de 2017 foi nomeado codiretor da revista de cultura judia Mozaika, com a que tinha colaborado ocasionalmente, e de Séfer, festival do livro judeu de Barcelona.
Em janeiro de 2018, publicou o livro de relatos No ano novo das árvores, junto com uma reedição de E não chamar-me-ei mais Jacob prologada pelo escritor Fernando Clemot, ambos com a editorial asturiana Sapere Aude.

## Obra
Narrativa
- No ano novo das árvores (Editorial Sapere Aude, 2018)
- E não chamar-me-ei mais Jacob (Edições A Ilha de Siltolá, 2016. Reeditado por Editorial Sapere Aude, 2018, com prólogo de Fernando Clemot)
- Gelo (Paralelo Sur, 2014)
- Inércia cinza (Editorial Base, 2013)

Participação em antologias
- Thomas Pynchon (Editorial Base, 2016) Co-escrito com Jon Bilbao, Albert Fernández, Paula Lapido, Rubén Martín Giráldez, Fran G. Matute, Antoni Mora, Anahita Rouyan e Simon Peter Rowberry.
- "As ruínas do Império" em Imitando a Chéjov e outros relatos (UCOPress, 2016)
- "Tótem" em Madri, Nebraska (Bartleby, 2014)
- "O peixe morrido" em Contos engranados (TransBooks, 2013)

- A menorá e o compás (Masonica.es, 2017)
- A Transição masónica (Masonica.es, 2015)
- Os fantasmas de Dickens (Editorial Base, 2012)

- Berenice i altres contes orientals, de Edgar Allan Poe (Editorial Base, 2016)
- O gat negre i altres contes, de Edgar Allan Poe (Editorial Base, 2014)
- O fantasma de Canterville, de Oscar Wilde (Editorial Base, 2013)
- Cançó de Nadal, de Charles Dickens (Editorial Base, 2012)
- O jornalismo catalão. Imprensa e identidade. Um século de história (1879-1984), de Josep M. Figueres (Fragua, 2012)

- «O tratamento das artes nos diários em catalão da pré-guerra. Artes plásticas e escénicas, música e literatura na Humanitat, A Publicitat e A Veu de Cataluña (1930-1936)», em Actas das IV Jornadas de História da Imprensa. (Generalidade de Cataluña, 2011).